# ساندي دوجلاس
ساندي دوجلاس (بالإنجليزية: Gordon K. (Sandy) Douglass)‏ هو مهندس ومهندس معماري أمريكي، ولد في 22 أكتوبر 1904، وتوفي في 12 فبراير 1992.